# Сассари (провинция)
Са́ссари (итал. Provincia di Sassari, сард. Provìntzia de Tàtari) — провинция в Италии, в регионе Сардиния. Занимает северную часть острова Сардиния.
В 2019 году имела площадь 7 692 км², что делало её крупнейшей провинцией Италии. Население 491 571 человек, 92 муниципалитета.
Провинция создана в 1859 году, до объединения Италии.

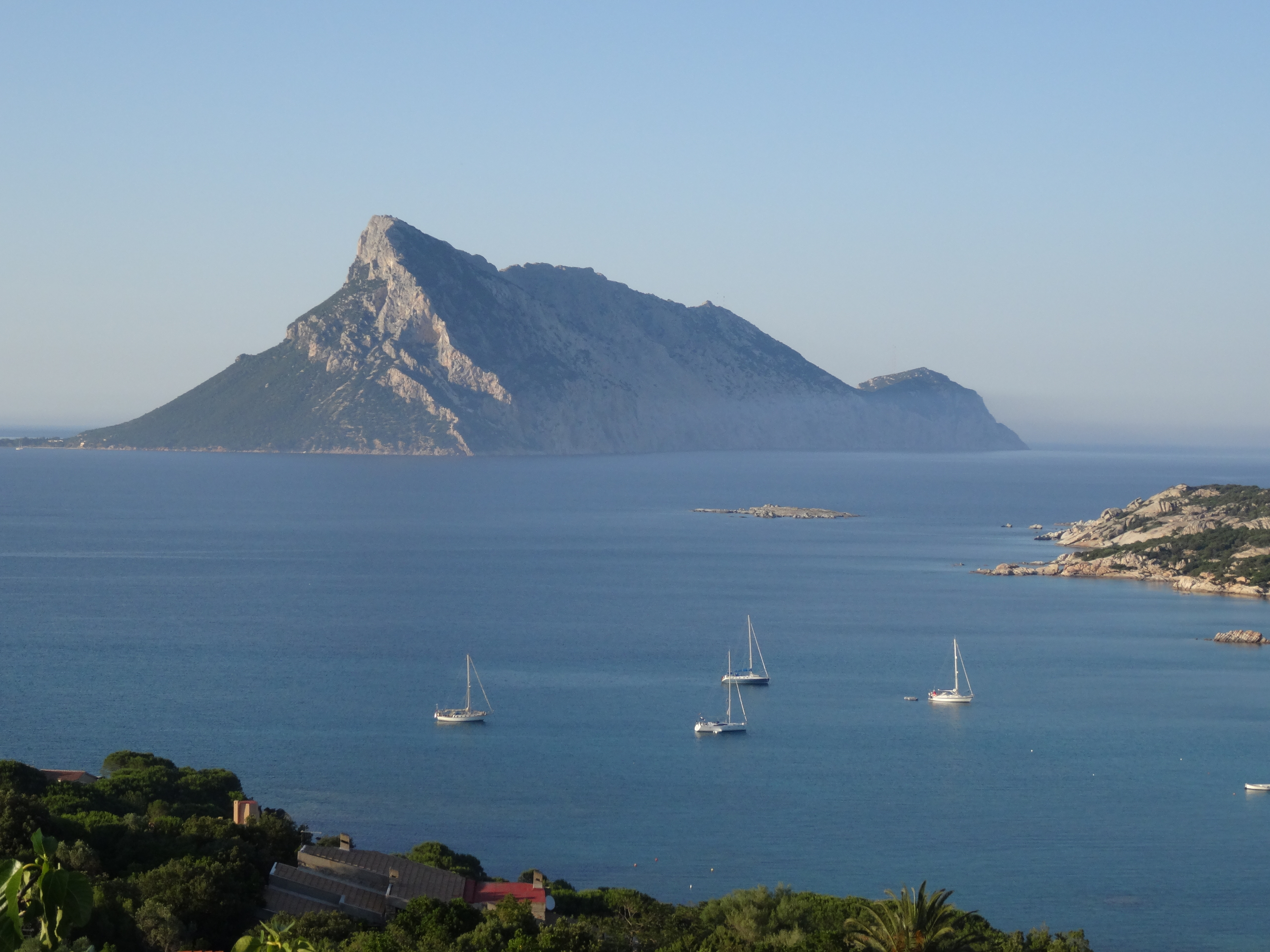
Побережье у Сассари

## Административные округи
В состав провинции входят 92 общины. Самыми крупными по численности населения являются Сассари (127 715 жителей), Ольбия (60 731 человек) и Альгеро (43 931 человек).

## География
Обращённая к Сардинскому морю на севере и западе и Тирренскому морю на востоке, провинция Сассари граничит на юге с провинциями Нуоро и Ористано. Его площадь составляет 7 692 квадратных километра (2970 квадратных миль), а общая численность населения - 493 357 человек (2017 г.). В провинции 92 муниципалитета, самые крупные из которых — Сассари, Ольбия, Альгеро, Порто-Торрес, Темпио-Паузания, Сорсо, Оцьери, Иттири и Сеннори. Ещё один примечательный город, Паттада особенно известна своими ножами ручной работы.
В провинции находится единственное естественное озеро на Сардинии, озеро Барац, и одно из крупнейших искусственных озер, озеро Когинас в западной части, которые (до реорганизации сардинских провинций) образовывали границу с упраздненной провинцией Сардинии. На этой территории находится одна из самых больших равнин Сардинии Нурра. В провинции расположены одни из самых известных курортов Сардинии, в том числе Кастельсардо, Порто-Торрес, Альгеро, Ривьера-дель-Коралло , Стинтино и другие. Стинтино расположен на одноименном полуострове, простирающемся от равнины Нурра до острова Азинара, входящего в состав. Национальный парк Асинара. Среди известных пляжей провинции Сассари — Балаи в Порто-Торресе, пляж Пелоса в Стинтино и другие, такие как Альгеро-иль-Лидо, Мария-Пиа, Бомбарда и Мугони. Внутренняя часть провинции в традиционном регионе Логудоро характеризуется холмистым и гористым ландшафтом с мягким вулканическим рельефом. Город Оцьери является его самым важным культурным и историческим центром вдали от побережья, известным своим производством инструментов и гончарных изделий с древних времен.

## История
В эпоху расцвета Древнего Рима здесь, неподалеку от Порто-Торрес, находились небольшие сельские поселения. Об этом свидетельствуют такие находки, как керамические изделия, старинные деньги, захоронения. Также в этом районе обнаружены остатки древней дороги Кальяри, римских вилл, акведуков, сельскохозяйственных построек и мест добычи строительного камня.
В древности, между 1600 и 1500 годами до нашей эры, цивилизация нураги находилась в этом районе на пике своего развития.. Во времена римского владычества регион Логудоро был одним из основных поставщиков зерна в Западную Римскую империю и был резиденцией нескольких легионов. В средние века регион Логудоро был центром одного из четырех квазикоролевств, на которые была разделена Сардиния, Логудоро, первой столицей которого была Ардара , позже заменённая Сассари. После завоевания Арагонским домом Логудоро пришел в упадок, но позже, под властью Савойского дома в составе Сардинского королевства, его значение возросло. В 20 веке строительство автомобильных и железных дорог принесло больше процветания, но в то же время уничтожило большое лесное наследие региона.
Провинция Сассари была основана в 1859 году, до объединения Италии в 1861 году, с территорией, которая до 1927 года включала всю мысовую часть острова, что делало ее самой большой провинцией в стране в то время. Современный Университет Сассари возник примерно в то же время, когда была создана провинция.